# Paulina-Karstratte
Die Paulina-Karstratte (Saxatilomys paulinae) ist eine Nagetierart aus der Gruppe der Altweltmäuse (Murinae). Sie wurde im Jahr 2005 beschrieben. Das Artepitheton ehrt die britische Mammalogin Paulina D. Jenkins vom Natural History Museum in London.
Das Fell der Paulina-Karstratte ist am Rücken dunkelgrau gefärbt, der Bauch ist heller, die Füße sind graubraun. Der Schwanz ist deutlich länger als der Rumpf. Um die Augen befinden sich schmale Ringe, die Ohren sind graubraun und relativ groß.
Die Art wurde in der Region Khammouan im südlichen Laos entdeckt, wo sie Gebiete aus verkarstetem Kalkstein bewohnt. Die Tiere sind nachtaktiv und ernähren sich vermutlich vorwiegend von Insekten.
Über den Gefährdungsgrad ist nichts Genaues bekannt. Die IUCN listet die Art in der Kategorie „unzureichende Datenlage“ (data deficient).